# Nowa Wieś Niemczańska
Nowa Wieś Niemczańska est une localité polonaise de la gmina de Niemcza, située dans le powiat de Dzierżoniów en voïvodie de Basse-Silésie.